# Svenska mästerskapen i fälttävlan 2009
Svenska mästerskapen i fälttävlan 2009 avgjordes i Segersjö. Tävlingen var den 59:e upplagan av Svenska mästerskapen i fälttävlan.

## Resultat
| Placering | Ryttare          | Häst           |
| --------- | ---------------- | -------------- |
| 1         | Niklas Lindbäck  | Louisiana      |
| 2         | Anna Nilsson     | Luron          |
| 3         | Jennifer Åkerman | Little Italien |